# Aenne Biermann
Pour les articles homonymes, voir Biermann.
Aenne Biermann, née à Goch le 8 mars 1898 et morte à Gera le  14 janvier 1933, est une photographe allemande ultra réaliste, une des principales représentantes du mouvement artistique la Nouvelle Objectivité apparu en Allemagne après la Première Guerre mondiale.

## Biographie
Née en 1898 au sein d'une famille juive aisée, épouse d'un marchand de textiles et amateur d'art, elle s'installe avec son mari à Gera, une ville allemande de Thuringe, où naissent leurs deux enfants. Elle s'initie à la photographie en 1921, d'abord pour conserver l'image de ses enfants, puis pour s'inscrire en rupture avec la technique conventionnelle du portrait.   
Elle s'intéresse rapidement aux natures mortes : minéraux, matériaux, plantes. Elle se passionne pour la structure architecturale des fleurs et des cristaux. En 1927, elle fournit des images très précises des minéraux pour les recherches de son ami le géologue Rudolf Hundt. Ce sera pour elle un déclic. Elle se professionnalise alors et s'oriente vers les principes de la Nouvelle Objectivité, elle photographie des architectures géométriques, des natures mortes. Elle réalise aussi des surimpressions et des photomontages.          
Ses œuvres principales sont créées entre 1926 et 1932, une période pendant laquelle elle travaille assidûment. Plus tard, Rudolf Hundt émettra l'idée que son surmenage ait été à l'origine de sa disparition précoce. Il écrivit : "le fait qu'elle ait travaillé tard la nuit dans sa chambre noire développant et agrandissant ses clichés, a peut-être semé le germe de sa grave maladie"..          
En 1929, elle travaille sur des ustensiles ménagers pour extraire l'étrangeté de ces objets quotidiens grâce à son équipement photographique technique et aux possibilités de développement en laboratoire. Autodidacte, Aenne Biermann créé sa propre photographie innovante en s'aidant principalement des journaux et des livres professionnels. À cette époque, elle s'explique ainsi : « J'ai réalisé de plus en plus nettement que l'éclairage était d'une importance cruciale pour la clarté du travail… L'effet de la lumière sur la surface polie d'un ustensile en métal, un jeu d'ombres rarement remarqué, des contrastes surprenants de noir et de blanc, le problème de la réalisation d'un arrangement spatial heureux dans une image, créaient des surprises inépuisables ».
Elle fait la promotion de la photographie comme moyen pédagogique et préconise son usage dans les écoles,.         
Aenne Biermann participe à de nombreuses expositions en Allemagne puis en Europe. Au même moment, ses photographies sont publiées dans des magazines internationaux d'art et de photographie.                  
Comme Lucia Moholy, Florence Henri et Germaine Krull qui exposent en même temps qu'elle dans les grandes manifestations internationales, Aenne Biermann est considérée comme faisant partie des avant-gardes photographiques féminines.
Aenne Biermann meurt en janvier 1933 des suites d'une maladie du foie quelques jours avant la prise du pouvoir par les nazis. Fuyant la persécution nazie, son mari et ses enfants émigrent en Palestine. Ses quelque 3 000 négatifs ont été confisqués à Trieste, renvoyés en Allemagne et sont depuis lors largement considérés comme perdus. Seuls 400 clichés nous sont parvenus.            
Depuis 1992, le Musée de Gera lui rend hommage en organisant chaque année un concours portant son nom. Le prix Aenne Biermann de la photographie allemande contemporaine est l’un des plus importants du genre en Allemagne.             

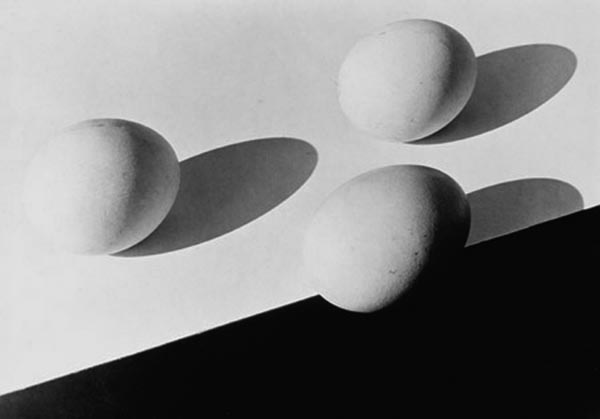
Œufs, vers 1930.
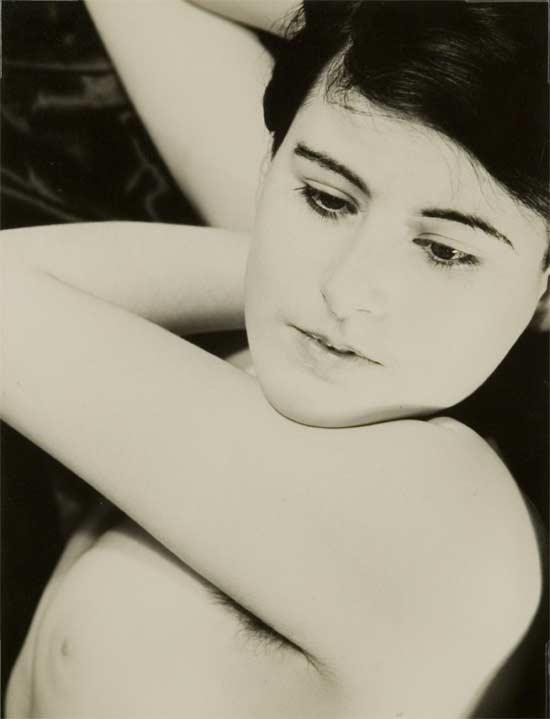
Anneliese Schiesser, 1931.
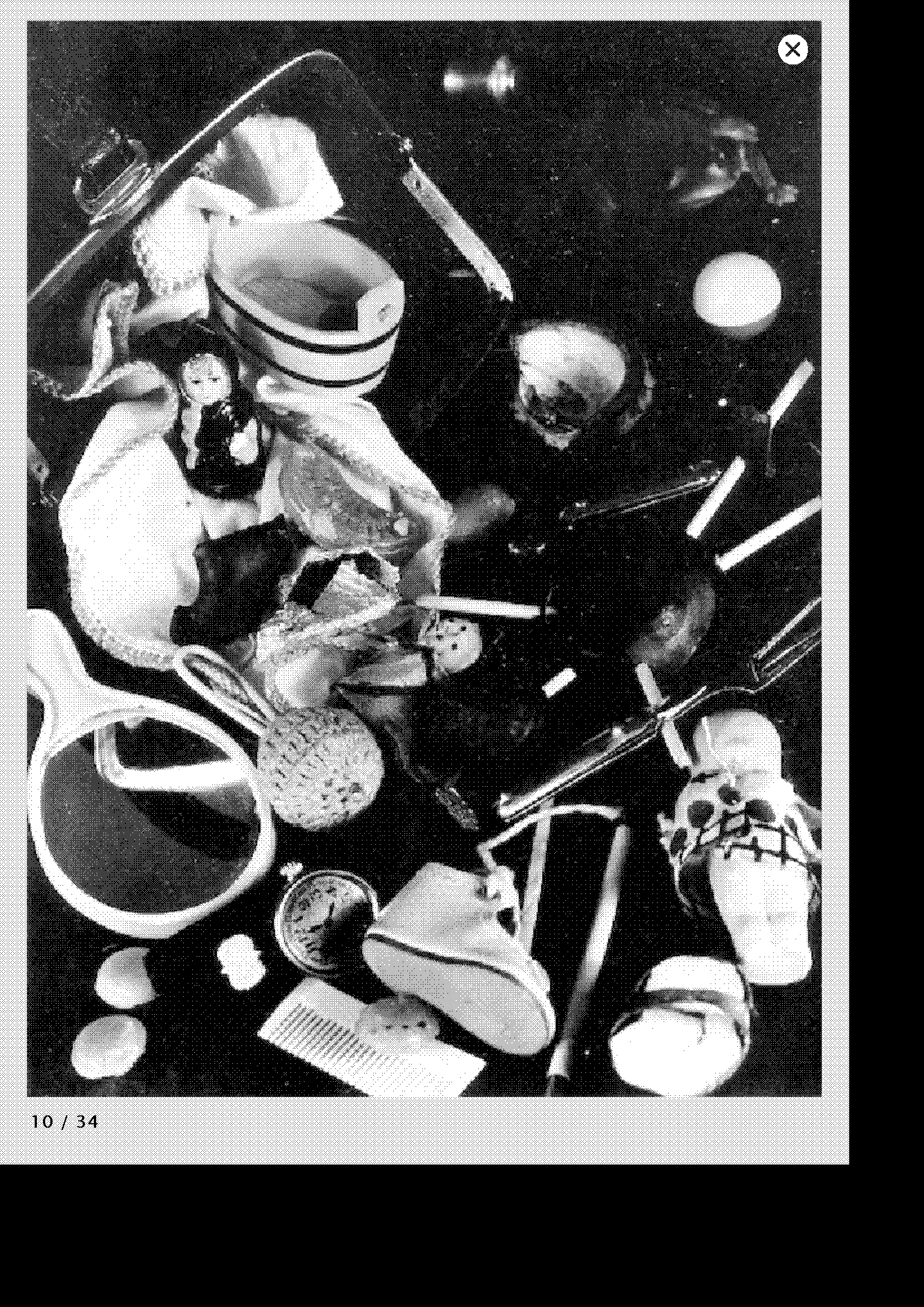
Le contenu du sac d'Helga, vers 1929.
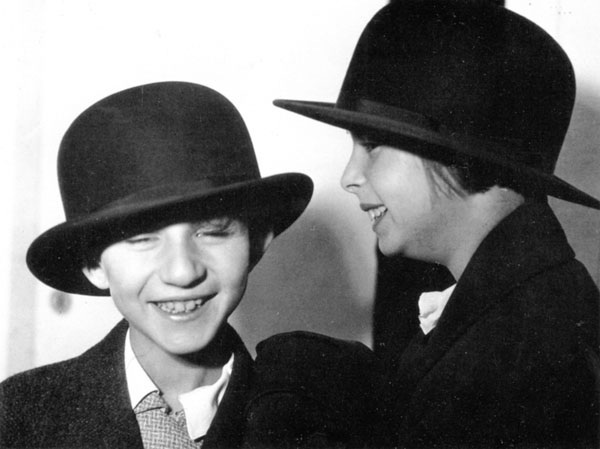
Chapeaux, vers 1920.
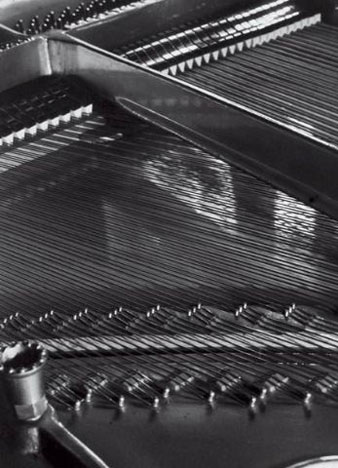
Cordes d'un piano à queue, 1928.
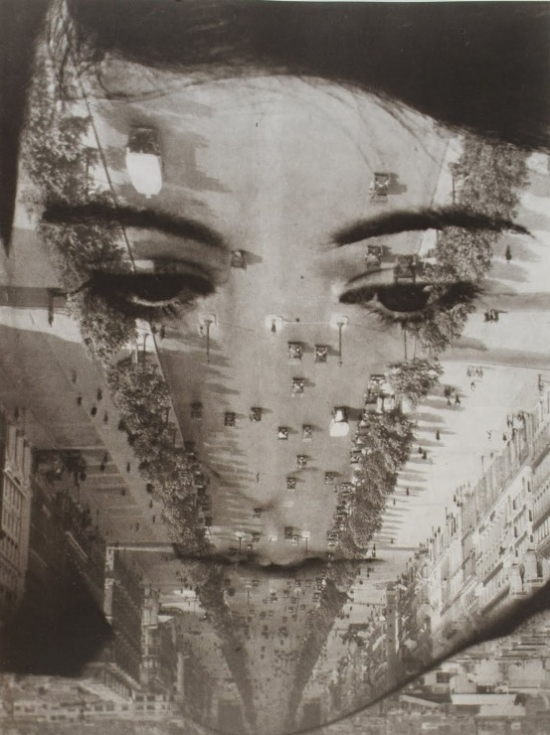
Paris, 1929.
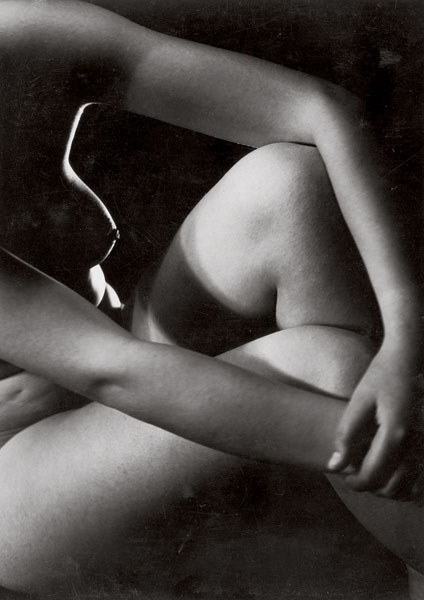
Nu, 1930.

## Expositions
- 1929 :
  - Kunstkabinett (pavillon des arts) de Munich.
  - Essen (photographie contemporaine).
  - Stuttgart (film et photo).
- 1930 : 
  - Kunstkabinett (pavillon des arts) de Munich.
  - Musée de Iéna, commissaire d'exposition Hanna Stirnemann (de), 1930[6].
- 1931 : Exposition sur la Nouvelle Photographie, Bâle.
- 1932 : Exposition Internationale de Photographie de Bruxelles, 1932.
- 1998 : Aenne Biermann Fotografien, 1898-1933. Retrospektive zum 100. Geburtstag, Museum für Angewandte Kunst, Gera.

## Publications
- (de) « Von der photographischen Darstellung im Allgemeinen und vom photographischen Unterricht im Besonderen », Thüringen. Eine Monatsschrift für alte und neue Kultur, no 5,‎ 1929-1930, p. 81-82[6].
- (de) Aenne Biermann 60 Fotos  (préf. Franz Roh, Aenne Biermann. 60 Fotos), Berlin, Klinkhardt, coll. « Fototek » (no 2), 1930, 60 p.[3],[7].

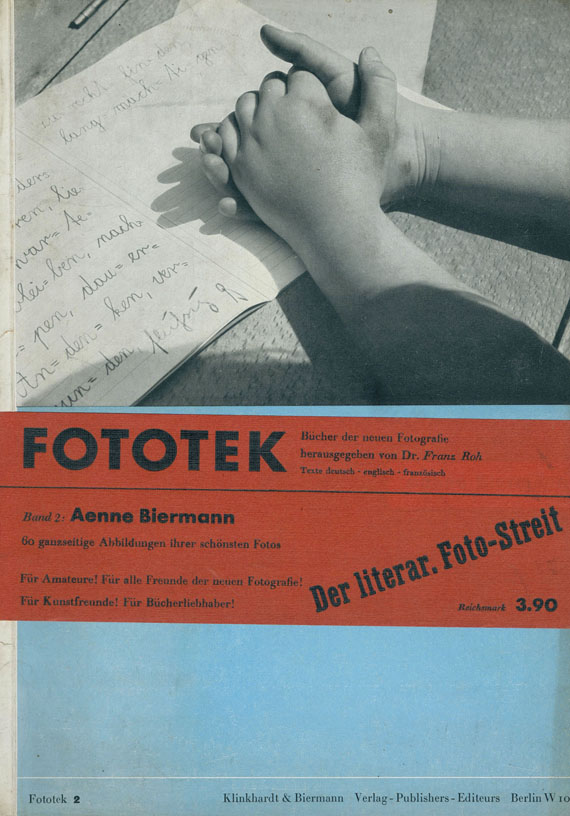
Couverture de Anna Biermann. 60 Fotos, 1930.